# Asplenium mackinnonii
Asplenium mackinnonii là một loài dương xỉ trong họ Aspleniaceae. Loài này được C.Hope mô tả khoa học đầu tiên năm 1896.
Danh pháp khoa học của loài này chưa được làm sáng tỏ. 